# 909
909(구백구)는 908보다 크고 910보다 작은 자연수다.

## 수학
- 합성수로, 그 약수는 1, 3, 9, 101, 303, 909다. 진약수의 합은 417이므로, 909는 부족수다.
- 회문수다.
- {\displaystyle 909=3^{2}+30^{2}}
  - 서로 다른 두 자연수의 제곱합으로 나타낼 수 있는 수다.
- {\displaystyle 10^{4}-1}은 909로 나누어떨어진다.

## 과학
- 909 울라(영어판): 소행성.

## 교통

### 철도
- 서울 지하철 9호선 등촌역의 역번호.

### 도로
- 909번 지방도: 경상북도 경산시 와촌면에서 영천시 고경면까지 이어지는 대한민국의 지방도.

## 문화유산
- 대한민국의 보물 제909호: 경주 남간사지 당간지주

## 방송
- K-909: 대한민국의 JTBC에서 방영되는 라이브 음악 프로그램.

## 작품
- 〈One After 909〉: 영국의 밴드 비틀즈의 곡. 1970년 5월 8일 출시된 정규 음반 《Let It Be》의 수록곡.
- 〈Revolution 909〉: 프랑스의 듀오 다프트 펑크의 싱글. 1998년 2월 16일 출시.

## 기타
- 날짜: 9월 9일
- 연도: 909년, 기원전 909년
- 롤랜드 TR-909: 롤랜드의 드럼 머신.